# 弗兰克·施泰因霍伊泽
弗兰克·施泰因霍伊泽（德語：Frank Steinhäuser，20世纪—），德国男子赛艇运动员。他曾代表西德参加1962年世界赛艇锦标赛，搭档沃尔夫冈·诺伊斯和克劳斯-金特·约尔丹获得男子双人单桨有舵手金牌。